# Photoscotosia lucicolens
Photoscotosia lucicolens là một loài bướm đêm trong họ Geometridae.